# Delegació apostòlica
La delegació apostòlica és el nom donat pel motu proprio Sollicitudo omnium Ecclesiarum al representant de la Santa Seu entre les esglésies locals.
El delegat apostòlic és el representant de la Santa Seu als estats amb els quals no manté relacions diplomàtiques. Es tracta d'un prelat que assegura les relacions amb la jerarquia catòlica local. No té un veritable caràcter diplomàtic, encara que les autoritats del país de residència poden tenir cap a ell un particular deferència.

## Història
Històricament la Delegació Apostòlica és el nom de la representació diplomàtica de Santa Seu en aquells països que no compten amb relacions diplomàtiques amb la Santa Seu. A causa d'aquest fet, el delegat apostòlic no té relacions amb les autoritats polítiques o estatals, i així cura de les relacions amb les diòcesis locals i els seus bisbes.
Durant segles ha estat vist com una forma menor de nunciatura apostòlica pel fet que alguns països li reconeixen privilegis diplomàtics gairebé com al delegat apostòlic. Fins i tot llavors, es va fer èmfasi que els delegats apostòlics comparteixen el mateix rang eclesiàstic amb wls nuncis.
Pau VI amb el motu proprio Sollicitudo omnium Ecclesiarum de 1969 fixa les competències dels delegats apostòlics i dels nuncis.
El Codi de Dret Canònic del 1983 modifica parcialment el punt de vista: no distingeix entre els nuncis i els delegats, sinó que simplement parla d' enviats papals, millorant així la funció eclesial de nuncis. El motu proprio de Pau VI encara resta en vigor.
Va haver-hi delegats apostòlics al Regne Unit i als Estats Units fins que aquests dos estats, de composició majoritàriament no catòlica, establiren relacions formals amb la Santa Seu, respectivament, el 1982 i 1984.

## Característiques
El delegat apostòlic és representant de Papa a l'església local d'un estat o territori, i es distingeix de nunci apostòlic pel fet que aquest és més aviat el representant papal en el govern local.
En els territoris de les delegacions el delegat té preferència respecte dels arquebisbes (àdhuc metropolitans) i als bisbes, però no respecte als cardenals i als primats de les Esglésies Orientals.

## Llista de les delegacions apostòliques
Les delegacions apostòliques són actualment 13:
- a Europa: Kosovo;
- a Àfrica: Comores, Mauritània, Somàlia;
- a Àsia: Jerusalem i Palestina, Península Aràbiga,[5] Birmània, Brunei, Laos, Vietnam;
- a Amèrica: Antillea,[6] Puerto Rico;[7]
- a Oceania: Oceà Pacific.[8]